# گستون پریرو
گستون رودریگو پریرو لوپز (اسپانیایی: Gastón Rodrigo Pereiro López‎؛ زادهٔ ۱۱ ژوئن ۱۹۹۵) بازیکن فوتبال اهل اروگوئه است که در پست هافبک هجومی برای کالیاری در سری آ بازی می‌کند.

## باشگاهی
از باشگاه‌هایی که در آن بازی کرده‌است می‌توان به ناسیونال، پی‌اس‌وی آیندهوون و کالیاری اشاره کرد.

## افتخارات

### باشگاهی
ناسیونال
- لیگ برتر فوتبال اروگوئه (۱): ۱۵–۲۰۱۴

پی‌اس‌وی
- سوپر جام فوتبال هلند (۲): ۲۰۱۵ و ۲۰۱۶
- لیگ برتر فوتبال هلند (۱): ۱۶–۲۰۱۵